# Aurignacienkultur
Aurignacienkulturen er en senpalæolitisk kultur (dateret til cirka 35.000-16.000 f.Kr.) opkaldt efter en fundplads i Frankrig. Redskaberne blev først og fremmest lavet ud fra flækker. Mange af de kendte hulemalerier i Frankrig og Spanien sættes blandt andet i forbindelse med Aurignacienkulturen. Foruden i Frankrig har man fundet spor efter kulturgruppen på Balkan, i Iran, Israel og i Afghanistan.
Den serie fra de franske huler, som kan gøre krav på en særlig opmærksomhed på grund af sin fundrigelighed, sin kulturelle rigdom og det, at den var den første, man fandt, indledtes flere tusinde år senere end i visse dele af Mellemøsten og i Cyrenaica. Châtelperronienkulturen indleder den lagserie, som historikeren Grahame Clark kalder den franske lagfølge. Det næste stadium er Aurignacien.
Aurignacien er selve indledningen til den omfattende ekspansion, som blev skabt af Homo sapiens sapiens eller Cro-Magnonmennesket. Denne periode omfatter tiden mellem ca. 30.000 og ca. 10.000 år før vor tid. Visse forskere sætter andre tidsgrænser, men alle er enige om, at en række grundlæggende opfindelser blev gjort allerede i indledningsfasen. Nu var både håndøksen, håndkilen og andre gamle, grove redskaber blevet forældede. En bedre teknik til bearbejdning af flinten var blevet udviklet, og det blev muligt at slå lange, smalle flækker eller skiver af en passende blok. Disse flækker kunne senere tildannes til en serie redskaber, beregnet til forskellige formål. De vigtigste var knive, skrabere og spidse værktøjer (bor, syl, mejsel osv.). Denne udrustning bestod givetvis af flere varianter, alle med en funktionsbestemt udformning.
Buen var ikke kendt i Aurignactraditionen, men spydet blev taget i brug. I hvert fald havde man flintespidser, som ofte var godt tilpassede og varierede i størrelse. En del af disse var utvivksomt beregnet som spidser på skafter af træ eller ben. Sammenfattende havde det "nye" folk en udrustning, som gjorde livet lettere at leve end tidligere. Dyrene kunne dræbes betydeligt hurtigere, og desuden blev det muligt at anvende alle dele af byttet langt mere effektivt.
Stikkelen var en næsten genial opfindelse. Dette lille instrument gjorde det mere enkelt at fremstille store og små genstande af horn og ben. Der var rigeligt af et førsteklasses materiale, først og fremmest gevirer og stødtænder, og nu kunne det udnyttes for første gang og i stort omfang til brugsgenstande og smykker. Brugen af horn og ben blev så almindelig, at det kom til at præge kulturen i den kommende tid over store dele af verden.